# الکسی لوچف
الکسی لوچف زاده (۱۳ ژوئن ۱۹۸۹) وزنه‌بردار اهل کشور روسیه و دارندهٔ رکورد جهانی دو ضرب و مجموع در دستهٔ فوق سنگین است.
دو ماه پس از شکستن رکورد جهان، نتیجه آزمایش دوپینگ وی مثبت اعلام شد و بار دیگر عنوان قوی‌ترین مرد جهان از آن ایران گشت. همچنین به نقل از سایت فدراسیون جهانی نمونه اولیه دوپینگ این وزنه‌بردار روس که رکورد حسین رضازاده را در مسابقات اخیر وزنه‌برداری جهان شکسته‌است مثبت اعلام شده و وی احتمالاً با محرومیتی طولانی دست و پنجه نرم خواهد کرد. وی کمیته بین‌المللی المپیک و دسیسه‌های بین‌المللی علیه روسیه و ورزش روسیه را عامل اعلام دوپینگ خود در مسابقات جهانی ۲۰۱۵ دانسته‌است که در آینده مشخص گردید دولت روسیه به‌صورت ساختاری دست به دوپینگ سازماندهی شده برای المپیک زده‌است.

## نتایج
| سال           | مکان                         | وزن          | یک‌ضرب (کیلوگرم) | یک‌ضرب (کیلوگرم) | یک‌ضرب (کیلوگرم) | یک‌ضرب (کیلوگرم) | دوضرب (کیلوگرم) | دوضرب (کیلوگرم) | دوضرب (کیلوگرم) | دوضرب (کیلوگرم) | مجموع        | رتبه         |
| سال           | مکان                         | وزن          | ۱               | ۲               | ۳               | رتبه            | ۱               | ۲               | ۳               | رتبه            | مجموع        | رتبه         |
| قهرمانی جهان  | قهرمانی جهان                 | قهرمانی جهان | قهرمانی جهان    | قهرمانی جهان    | قهرمانی جهان    | قهرمانی جهان    | قهرمانی جهان    | قهرمانی جهان    | قهرمانی جهان    | قهرمانی جهان    | قهرمانی جهان | قهرمانی جهان |
| ------------- | ---------------------------- | ------------ | --------------- | --------------- | --------------- | --------------- | --------------- | --------------- | --------------- | --------------- | ------------ | ------------ |
| 2013          | وروتسواف، لهستان             | +105 kg      | 191             | 196             | 200             | 3               | 230             | 240             | --              | 5               | 430          | 3            |
| 2014          | آلماتی، قزاقستان             | +105 kg      | 205             | 205             | 205             | --              | 245             | 250             | 257             | 1               | --           | --           |
| 2015          | هیوستون، ایالات متحده آمریکا | +105 kg      | 200             | 206             | 211             | --              | 242             | 248             | 264             | --              | --           | DQ           |
| قهرمانی اروپا |                              |              |                 |                 |                 |                 |                 |                 |                 |                 |              |              |
| 2014          | تل‌آویو، اسرائیل              | +105 kg      | 192             | 197             | 205             | 1               | 235             | 245             | 252             | 1               | 457          | 1            |
| یونیورسیاد    |                              |              |                 |                 |                 |                 |                 |                 |                 |                 |              |              |
| 2011          | شنژن، جمهوری خلق چین         | 105 kg       | 170             | 176             | 176             | 3               | 200             | 205             | 213             | 3               | 375          | 3            |